# Synanthedon aequalis
Synanthedon aequalis är en fjärilsart som beskrevs av Walker 1864. Synanthedon aequalis ingår i släktet Synanthedon och familjen glasvingar. Inga underarter finns listade i Catalogue of Life.